# Azhari Mohamed Ali
Azhari Mohamed Ali (arabisch أزهري محمد علي; geb. 19. November 1954, al-Makniyya, al-Matamma (المتمة), Nahr an-Nil) ist ein Dichter und Aktivist im Sudan.
Ali wurde am 19. November 1954 in al-Makniyya, al-Matamma, geboren. Er verlor seine Eltern, als er erst vier Jahre alt war und arbeitete anfangs als Arbeiter in einer Textilfabrik in al-Hasaheisa (الحصاحيصا); dann bildete er ein Duett mit Mostafa Sid Ahmed und Wad Al-Maqboul.
Ali hat ausführlich über Revolution und Protest geschrieben. Eine Zeile aus einem seiner Gedichte wurde von Alaa Salah rezitiert: „Die Kugel tötet nicht. Was tötet, ist das Schweigen der Menschen“ (“The bullet doesn’t kill. What kills is the silence of people”). Dies ist ein bekannter Slogan, der von Demonstranten während der sudanesischen Proteste 2018–2019 und schon zuvor während der Proteste 2011–2013 skandiert wurde. Während der sudanesischen Proteste 2021 wurde Ali von der Polizei tätlich angegriffen. Ali zufolge würgte ihn die Polizei mit einer Flagge, die er bei sich trug, schlug ihn mit Händen und Schlagstöcken, zerriss seine Kleidung und beschimpfte ihn aufs Ärgste.
Alis Sohn Zaryab starb am 10. Juli 2021 in Paris an Krebs. Alis Bruder verstarb ein Jahr später im September 2022.